# Mortician
Mortician – amerykańska grupa muzyczna założona w 1989 roku w Yonkers, grającą brutal death metal.

## Muzycy
| Obecny skład zespołu - Will Rahmer - gitara basowa, śpiew (od 1989) - Roger J. Beaujard - gitara (od 1991), programowanie (od 1992), perkusja (1995, 2002) oraz - Sam Inzerra - perkusja Byli członkowie zespołu - Desmond Tolhurst - gitara, gitara basowa (1997-1999) - Ron Kachnic - gitara - Matt M. - gitara - Matt Harshner - gitara - Matt Sicher (zmarły) - perkusja (1989-1992) - John McEntee - gitara (1990) |  | Muzycy koncertowi - Mike Maldonado - perkusja - Vic Novak - perkusja (1997) - Dave Culross - perkusja - George Torres - perkusja (1999) - Kyle Powell - perkusja (1999) - Brian Sekula - gitara (1996-1997) - Anthony Prieto - gitara |

## Dyskografia
- Mortal Massacre (EP, 1992)
- House By The Cemetery (singel, 1994)
- House By The Cemetery (EP, 1995)
- Hacked Up For Barbecue (1996)
- Zombie Apocalypse (EP, 1998)
- Chainsaw Dismemberment (1999)
- Domain Of Death (2001)
- The Final Bloodbath Session (składanka, 2002)
- Darkest Day Of Horror (2003)
- Living Dead (2004)
- Re-Animated Dead Flesh (2004)
- Zombie Massacre (live, 2004)